# 前鎮科技產業園區
前鎮科技產業園區（舊名高雄加工出口區），為台灣南部由經濟部產業園區管理局高屏分局管理的加工出口區，位於高雄市前鎮區西北部，凸出於高雄港區因濬港工程所填成之中島半島上。設立於1966年12月，面積達68.36公頃，為全球第一個加工出口區，吸引許多國家來觀摩學習。2021年更名為「前鎮科技產業園區」。

## 簡介
高雄園區總產值在全台灣外銷市場上佔有相當的比重，其中光學器材與樂器所佔的比例都超過25%，為全台最重要產地；其餘產值比重較高者依序為帽類、電子、電機設備及其零件等。
高雄園區早期以勞力密集之成衣、皮革、工藝品、消費性電子等產業為大宗，近年來由於國際產業分工結構的改變，新進駐之廠商中，多屬於技術密集、高附加價值之高科技產業，例如積體電路、液晶顯示器、電腦零組件。而且預期未來高科技產業的比重，將更為提高。

## 經濟部產業園區管理局高屏分局組織
- 分局長
  - 副分局長
    - 秘書

行政業務單位
- 環安勞動科
- 營運管理科
- 投資服務科
- 用地工程科
- 產業園區服務科
- 秘書室
- 會計室
- 人事室
- 政風室

所轄園區
- 科技產業園區：高雄前鎮科技產業園區、高雄臨廣科技產業園區、成功物流園區、屏東科技產業園區
- 產業園區：永安、仁大、高雄臨海、大發、鳳山、林園、屏東、屏南、內埔、豐樂，高雄臨海林園大發產業園區聯合污水處理廠

## 外部連結
- 經濟部園管局高屏分局（页面存档备份，存于）（繁體中文）（英文）（日語）